# Navadni ognjeni trn
Navadni ognjeni trn (znanstveno ime Pyracantha coccinea) je vednozelen okrasni grm, ki je zaradi bogatih cvetov in živobarvnih plodov razširjen po celem svetu. 

## Opis
Ognjeni trn doseže višino do 4 metre in ima gosto krošnjo s poganjki, na katerih so okoli 15 mm dolgi, ostri trni. Mladi poganjki so dlakavi. Listi so enostavni, podolgovato jajčasti ali suličasti in so na robu drobno nazobčani. Na veje so nameščeni premenjalno. Zgornja listna ploskev je bleščeče temno zelena. Drobni beli cvetovi s petimi venčnimi listi so združeni v socvetja. Iz oplojenih cvetov se razvijejo v soplodja združeni okroglasti plodovi, ki imajo premer do 6 mm in so oranžne ali rdeče barve. V posameznem plodu je do 5 semen. 

## Razširjenost in uporabnost
Cvetovi navadnega ognjenega grma privabljajo čebele in druge žuželke, zaradi česar je grm priljubljen med čebelarji. Uporabni so tudi plodovi, ki ostanejo na grmu preko zime. V preteklosti so iz njih kuhali marmelado, sirupe in omake, danes pa, predvsem v mestih, predstavljajo pomembno hrano za ptice. V preteklosti so tudi semena uporabili, in sicer so pražene uporabljali kot kavni nadomestek.

## Kultivarji
- Pyracantha coccinea 'Kasan'[4]
- Pyracantha coccinea 'Lalandei'- Ustvaril ga je okoli leta 1874 M. Lalande, v Angersu, Francija, iz potaknjenca. Gre za grm z rumenimi plodovi in manj gostimi soplodji.[5]
- Pyracantha coccinea 'Sparkler' [6]
- Pyracantha coccinea ’Mohave’ — grm z gosto krošnjo in izrazito rdečimi plodovi.
- Pyracantha coccinea ’Orange Glow’ — grm z manj gosto krošnjo, s plodovi živo oranžne barve.
- Pyracantha coccinea ’Soleil d’Or’- pokončen grm z gosto krošnjo in rumenimi plodovi.[7]